# NGC 6989
NGC 6989 é um aglomerado aberto na direção da constelação de Cygnus. O objeto foi descoberto pelo astrônomo William Herschel em 1790, usando um telescópio refletor com abertura de 18,6 polegadas. 